# Carlos Seixas
José Antonio Carlos de Seixas (Coïmbra, 11 de juny de 1704 - Lisboa, 25 d'agost de 1742) va ser un compositor portuguès.

## Vida
Fill d'organista, Francisco Vaz i de Marcelina Nunes, Carlos Seixas va estudiar amb el seu pare i aviat el va substituir com a organista de la Catedral de Coïmbra, càrrec de gran responsabilitat que va exercir durant dos anys. El 1720 va marxar a Lisboa, moment en què Portugal, gràcies a l'or de Brasil, es trobava en un moment històric de gran alleujament econòmic, de manera que la cort portuguesa s'havia convertit en una de les més dispendioses d'Europa pel que fa a activitat musical. A la cort del monarca portuguès D. João V es conreava un gran amor per la música, arribant-se a presumir de tenir la major biblioteca de música a Europa.
El 1721, a la cort lisboeta, va acudir-hi, com a Mestre de la Capella Reial, el napolità Domenico Scarlatti, que va compartir afanys musicals amb Seixas durant un lustre, del qual en va resultar una influència mútua molt profitosa.
Les condicions que es van crear per a un artista van ser del tot afavoridores, aportant-los una estabilitat econòmica gràcies al treball que realitzaven al servei d'un noble, del rei o de l'Església. Seixas, malgrat la seva curta vida, va treballar al servei de tots ells.
Va morir el 25 d'agost de 1742 ja sent Mestre de la Capella Reial i pare de cinc fills, després de la marxa de Scarlatti a Espanya el 1726.

### Seixas vs. Scarlati
Admetent que el punt de partida de Seixas hagi estat Scarlatti, eI mestre portuguès, lluny de limitar-se a copiar al seu model, o, simplement, a seguir pel mateix camí, va crear un estil musical del tot nou, que té molt de l'anterior del seu país i molt, sens dubte, també del seu propi geni personal, i que es podria resumir així: Seixas va conèixer la sonata de tecla, en la seva concepció i en la seva forma musical, de Scarlatti, però no la va copiar sense més,en la seva forma ni menys en el seu llenguatge, sinó que en tots dos conceptes, i sobretot
en el segon, el llenguatge musical, va saber enquadrar aquest concepte genèric en la música que era la seva, la portuguesa, i àdhuc ibèrica en general,
creant, en realitat, una forma musical pròpia, pràcticament nova, en la seva concepció i en el seu desenvolupament, i sobretot utilitzant per a aquesta nova
forma musical, veritablement ibèrica, el llenguatge musical heretat dels seus predecessors, encara que transformat per ell.

## Obra
Va ser un músic amb una alta activitat compositiva i interpretativa i la seva prolífera creativitat es podria dividir en tres etapes: servei a l'Església, a la Cort i com a professor. D'aquesta manera es pot establir una clara comprensió del perquè de la diferent naturalesa i caràcter de moltes de les seves obres més conegudes (94 sonates per a clavicèmbal, música vocal i orquestral).
L'obra de Seixas és, doncs, resultat dels ambients en què es va compondre. Com a organista de la Capella de la Seu Patriarcal tenia la possibilitat de tocar, abans i després de la missa, una peça que podia ser una tocata o una sonata (ritual comú en totes les catedrals de pràctica catòlica). En aquell moment hi havia una preferència per les peces d'estil vistós i brillant. En altres parts de la cerimònia religiosa, l'organista podia tocar i fins i tot improvisar. D'aquesta forma, els compositors aprofitaven per donar a conèixer les seves composicions o la seva habilitat per a la improvisació. És un fet que les sonates de Seixas van ser tocades en esglésies, almenys les de caràcter religiós.
El servei litúrgic sempre ha tingut les seves estrictes regles que Seixas naturalment seguia, a diferència de les altres composicions, que disposaven de major llibertat creativa i que Carlos Seixas posava en pràctica acompanyant amb el clavicèmbal les festes cortesanes musicals en els llocs reals o en algunes cases nobles. En aquests esdeveniments tenia també l'oportunitat de tocar com a solista, aprofitant per tocar les seves sonates, amb l'objectiu de ser reconegut com a concertista i compositor.
Seixas va tenir nombrosos alumnes com demostra S. Kastner (1965) en el prefaci de la vuitantena sonata per a instruments de teclat emesos per la Fundació Gulbenkian: “Fora de la Capella Real i la Cort, les activitats de Seixas es resumeixen principalment a l'ensenyament de la música” (p.12). Aquestes obres tindrien finalitats específiques amb la finalitat de superar les dificultats dels seus alumnes. Per això el seu valor artístic no pot ser analitzat o interpretat sense tenir en compte el seu origen. Encara avui queda per investigar algunes de les seves obres en qüestió.
Carlos Seixas va ser un dels majors compositors portuguesos de música per a tecla. Va crear escola a Portugal conreant un estil propi amb influències de la música italiana i francesa, que va ser imitat durant un cert temps després de la seva mort. Les seves creacions posseeixen elegància, suavitat i inspiració melòdica. El seu fraseig és de caràcter irregular i asimètric i el seu llenguatge harmònic és clar. La presència del temperament lusitano és una constant en les seves composicions. L'evolució de l'estructura bipartita de la sonata per a tecla cap a l'estructura tripartida està present en les sonates de Carlos Seixas, la qual cosa constitueix una anticipació de la forma de la sonata clàssica.
No falten camps on Seixas apliqués el seu geni creatiu i tot això gràcies a una situació econòmica estable que li va permetre produir de forma contínua i abundant (segons Diogo Barbosa Machado, va arribar a compondre fins a sis-centes obres per a teclat) tot i que de tota aquesta producció només n'ha arribat fins a nosaltres una fracció, fent-se difícil fer-se una idea de la veritable aportació d'aquest compositor en l'àmbit musical.
Una gran part de la seva obra es va perdre, probablement en el terratrèmol de Lisboa de 1755 i la resta es troba a la Biblioteca General de la Universitat de Coïmbra, a la Biblioteca Nacional de Lisboa i a la Biblioteca de Ajuda. Les vuitanta sonates que es conserven de Seixas es conserven manuscrites i han estat publicades en la seva integritat per Kastner (Portugaliae Musica, X), en cinc fascicles: un d'introducció i quatre d'edició; a més, hi ha moltes altres edicions parcials, a càrrec del mateix Kastner, 

### Obra coral
- Tantum ergo
- Ardebat vincentius
- Conceptio gloriosa
- Gloriosa virginis Mariae
- Hodie mobis caelorum
- Sicut cedrus
- Verbum caro
- Dythyrambus in honorem et laudem Div. Antonii Olissiponensis.

### Obra instrumental
- Obertura en Re
- Concerto en La
- Sinfonía em Sib
- Va compondre també al voltant de 100 sonates pròpies i entorn de 16 atribuïdes.

### Discografia
- Keitil Haugsand; Norwegian Baroque Orchestra, Concierto para clave en La, Sinfonía en Sib, Sonatas para clave, VirginVeritas.
- Keitil Haugsand; Norwegian Baroque Orchestra, Missa, Dixit Dominus, Tamtum Ergo, Sonatas para órgano, Virgin-Veritas.
- János Sebestyén; János Rolla; Orquesta de Cámara Ferenc Liszt, Concierto para clave en La, Sinfonía en Sib, Obertura en Ré, Concierto en Sol (atribuido), Strauss/PortugalSom.
- Rui Paiva, 12 sonatas para clave, Philips.
- Manuel Morais, Segréis de Lisboa, José Luis González Uriol, Portugaler.
- Alessandro Scarlatti, Carlos Seixas, varios. Sophie Yates Chandas; CHAN.
- Seixas, Carlos, Harpischord Sonatas por Robert Woolley.
- Seixas, Carlos, Harpischord Sonatas por Débora Halász.
- Seixas, Carlos: Música Sacra; Manuell Morais, Segréis de Lisboa, Coral Lisboa Cantat, Portugaler.